# メルゲーズ
メルゲーズ（フランス語: merguez [mɛʁ.ɡɛz]）は、マグリブ料理で使用される、マトンあるいは牛肉で作った赤く香辛料の効いたソーセージである。アラビア語ではミルカースとも（§語源を参照）。1960年代からマグリブ諸国のみならず、アルジェリア系の人口が多いフランスなどでも食されるようになった。

## 特徴
マグリブ諸国が起源であり、主にマトンで作られる細長いソーセージである。牛肉が使われたり、マトンと牛肉両方が使われたりすることもある。フランス語では、羊肉を使うものはソーシス・メルゲーズ・ダニョー、牛肉を使うものはソーシス・メルゲーズ・ブフ、両方を使うものはソーシス・メルゲーズ・ダニョー・エ・ブフと呼ばれる。
古いレシピでは臓物が使われていたが、現代ではあまり使われない。赤唐辛子やハリッサなどが使用され、赤っぽい色をしている。クミンやニンニクをはじめとするさまざまな香辛料も使われる。地域によってはシナモンやバラの花びらなど、非常に特徴的な味付けを行うこともある。ケーシングには羊の腸を用いることが多い。マトンを使用する場合、豚肉のソーセージとは全く異なる野性味のある味わいのソーセージになる。生ソーセージとして使うことも、天日にさらしてドライソーセージにして使うこともある。
細くて火が通りやすく、グリルでの調理に向いたソーセージである。クスクスなどと一緒に食べることも多い。タジン鍋料理にも使われる。

## 分布
イスラームの規定で豚肉を食さない住民が多い北アフリカのマグリブ諸国が起源のソーセージであり、アルジェリアやチュニジアなどでよく食べられている。モロッコでも人気があり、屋台などで野菜類と一緒にバゲットに挟んでホットドッグのようなサンドイッチとして売られている。ムスリムが多い中東諸国やイスラエルでは人気のある食材である。
北アフリカに植民地があったフランスでも入手しやすく、クスクスなどに用いる他、ファストフードの一種としてディジョンマスタードやマヨネーズと一緒にバゲットに挟んでサンドイッチにし、フライドポテトを添えて食べることも多い。
日本などではあまり入手しやすくなく、珍しい食材である。

## 語源
アラビア語では数種類の綴りがある (مِركس mirkas、複数形مراكس marākis; مِركاس mirkās、مَركس markas、مِرقاز mirqāz)。kとqで揺れがあるのは有声軟口蓋破裂音である/ɡ/の発音を反映している。このアラビア起源の言葉は12世紀頃にはスペインで使われていたと考えられるが、語源についてはわかっていないところが多い。
このアラビア語の単語は、スペインでソーセージの一種を指す言葉であるmorconやmorcillaと関連している可能性がある。